# Premierzy Republiki Zielonego Przylądka

## Lista premierów Republiki Zielonego Przylądka
| №   | Portrait     | Name (Birth–Death)              | Term of Office   | Term of Office   | Party |
| --- | ------------ | ------------------------------- | ---------------- | ---------------- | ----- |
| 1   |              | Pedro Pires (1934–)             | 8 lipca 1975     | styczeń 1981     | PAIGC |
| (1) | styczeń 1981 | Pedro Pires (1934–)             | 4 kwietnia 1991  | PAICV            |       |
| 2   |              | Carlos Veiga (1949–)            | 4 kwietnia 1991  | 29 lipca 2000    | MpD   |
| 3   |              | Gualberto do Rosário (1950–)    | 29 lipca 2000    | 1 lutego 2001    | MpD   |
| 4   |              | José Maria Neves (1960–)        | 1 lutego 2001    | 22 kwietnia 2016 | PAICV |
| 5   |              | Ulisses Correia e Silva (1962–) | 22 kwietnia 2016 | nadal urzęduje   | MpD   |